# Stilpnia viridicollis
La tangara dorsiplateada (en Ecuador), tangara plateado (en Perú) o tángara plateada (Stilpnia viridicollis) es una especie de ave paseriforme de la familia Thraupidae, perteneciente al  género Stilpnia, anteriormente situada en Tangara. Es nativa de regiones andinas del oeste de América del Sur.

## Distribución y hábitat
Se distribuye a lo largo de la cordillera de los Andes desde el sur de Ecuador (sur de Azuay), por Perú, hasta el extremo oeste de Bolivia (oeste de La Paz).
Esta especie es considerada bastante común en sus hábitats naturales: las selvas húmedas montanas y clareras arbustivas adyacentes, entre 1000 y 2300 m de altitud.

## Sistemática

### Descripción original
La especie S. viridicollis fue descrita por primera vez por el ornitólogo polaco Władysław Taczanowski en 1884 bajo el nombre científico Calliste argentea viridicollis; su localidad tipo es: «Huiro, 4800 pies (c. 1465 m), Cuzco, Perú».

### Etimología
El nombre genérico femenino Stilpnia deriva de la palabra del idioma griego «στιλπνή», forma femenina para el adjetivo «brillante» o «reluciente», aludiendo al brillo que presenta el plumaje de estas especies; y el nombre de la especie «viridicollis» se compone de las palabras del latín  «viridis»: verde, y «collis»: de garganta.

### Taxonomía
La presente especie, junto a un grupo numeroso de trece otras especies, fueron tradicionalmente incluidas en un amplio género Tangara, hasta que varias estudios genéticos de la familia Thraupidae permitieron comprobar que formaban un clado separado del aquel género por lo que se propuso su separación en un nuevo género Stilpnia.
El Comité de Clasificación de Sudamérica (SACC), en la propuesta N° 730 parte 20 reconoció el nuevo género, en lo que fue seguido por el Congreso Ornitológico Internacional (IOC) y Clements checklist/eBird. Otras clasificaciones como Aves del Mundo (HBW) y Birdlife International (BLI) optaron por mantener el género Tangara más ampliamente definido, con lo cual la presente especie conserva su nombre anterior: Tangara viridicollis.

### Subespecies
Según las clasificaciones del Congreso Ornitológico Internacional (IOC) y Clements Checklist/eBird v.2019 se reconocen dos subespecies, con su correspondiente distribución geográfica:
- Stilpnia viridicollis fulvigula (Berlepsch y Stolzmann, 1906) – Andes del sur de Ecuador y norte de Perú.
- Stilpnia viridicollis viridicollis (Taczanowski, 1884) – Andes del centro y sur de Perú, y extremo oeste de Bolivia.